# Celestus barbouri
Celestus barbouri — вид веретільницеподібних ящірок родини Diploglossidae. Ендемік Ямайки. Вид названий на честь американського герпетолога Томаса Барбура.

## Опис
Ящірки Celestus barbouri є середніми представниками свого роду, їх довжина (без врахування хвоста) становить 10 см.

## Поширення і екологія
Celestus barbouri мешкають в північних і центральних районах Ямайки. Вони живуть у вологих рівнинних тропічних лісах, що ростуть на вапнякових ґрунтах. Зустрічаються на висоті понад 600 м над рівнем моря. Є яйцеживородними.

## Збереження
МСОП класифікує цей вид як такий, що перебуває під загрозою зникнення. Celestus barbouri загрожує знищення природного середовища і хижацтво з боку малих індійських мангустів.